# Sarah Schleper
Sarah Schleper (Glenwood Springs, Estados Unidos, 19 de febrero de 1979) es una deportista mexico-estadounidense. Inició su carrera en 1995 en el esquí alpino. Forma parte de la delegación de México en los Juegos Olímpicos de Pekín 2022.

## Trayectoria
La deportista participó en seis campeonatos mundiales representando a Estados Unidos. En 2005 logró la victoria en eslalon en el campeonato mundial de esquí alpino realizado en Santa Catarina.
Schleper participó representando a Estados Unidos en cuatro diferentes ediciones de los Juegos Olímpicos de Invierno: 1998, 2002, 2006 y 2010, decidiendo retirarse en 2011. Para 2018 decidió dejar el retiro y formó parte de la delegación de México en los Juegos Olímpicos de Pyeongchang 2018 debido al cariño que tiene al país.
Con su participación en los Juegos Olímpicos de Pekín 2022 se convirtió en la primera mujer esquiadora en estar en seis ediciones de los Juegos Olímpicos de Invierno.